# Pionýrská vlaštovka
Pionýrská vlaštovka (slovensky Pionierska lastovička) byl v dobách normalizace propagandistický televizní pořad Československé televize určeným dětem a mládeži. Vysílal se v sobotu a byl připravován střídavě v českých a slovenských studiích Československé televize. 
Pionýrská vlaštovka svým názvem navazovala na starší pořad pro děti a mládež Vlaštovka, který v 60. letech až do roku 1968 uváděla Olga Čuříková. Vlaštovka však nebyla ideologicky zaměřena, Olga Čuříková musela po invazi vojsk Varšavské smlouvy do Československa z politických důvodů nejprve v roce 1969 z natáčení pořadu, v roce 1972 i z ČST odejít.
Pionýrskou vlaštovku moderovaly po normalizaci také Štěpánka Haničincová, Natálie Lišková, Marcela Augustová a Iveta Malachovská.